# Клосиньский, Эдвард
Э́двард Стефан Клоси́ньский (пол. Edward Stefan Kłosiński; 2 января 1943, Варшава — 5 января 2008, Милянувек) — польский кинооператор.

## Биография
Окончил Высшую киношколу в Лодзи. Снимал документальные фильмы, работал на телевидении и в театре (с Анджеем Вайдой, Конрадом Свинарским и др.) С 1980-х годов часто работал в ФРГ. Снял свыше 70 фильмов. Скончался от рака. Похоронен на лютеранском кладбище Варшавы.
Его памяти посвящён фильм А. Вайды «Аир» (2009).
Жена — Кристина Янда.

## Избранная фильмография

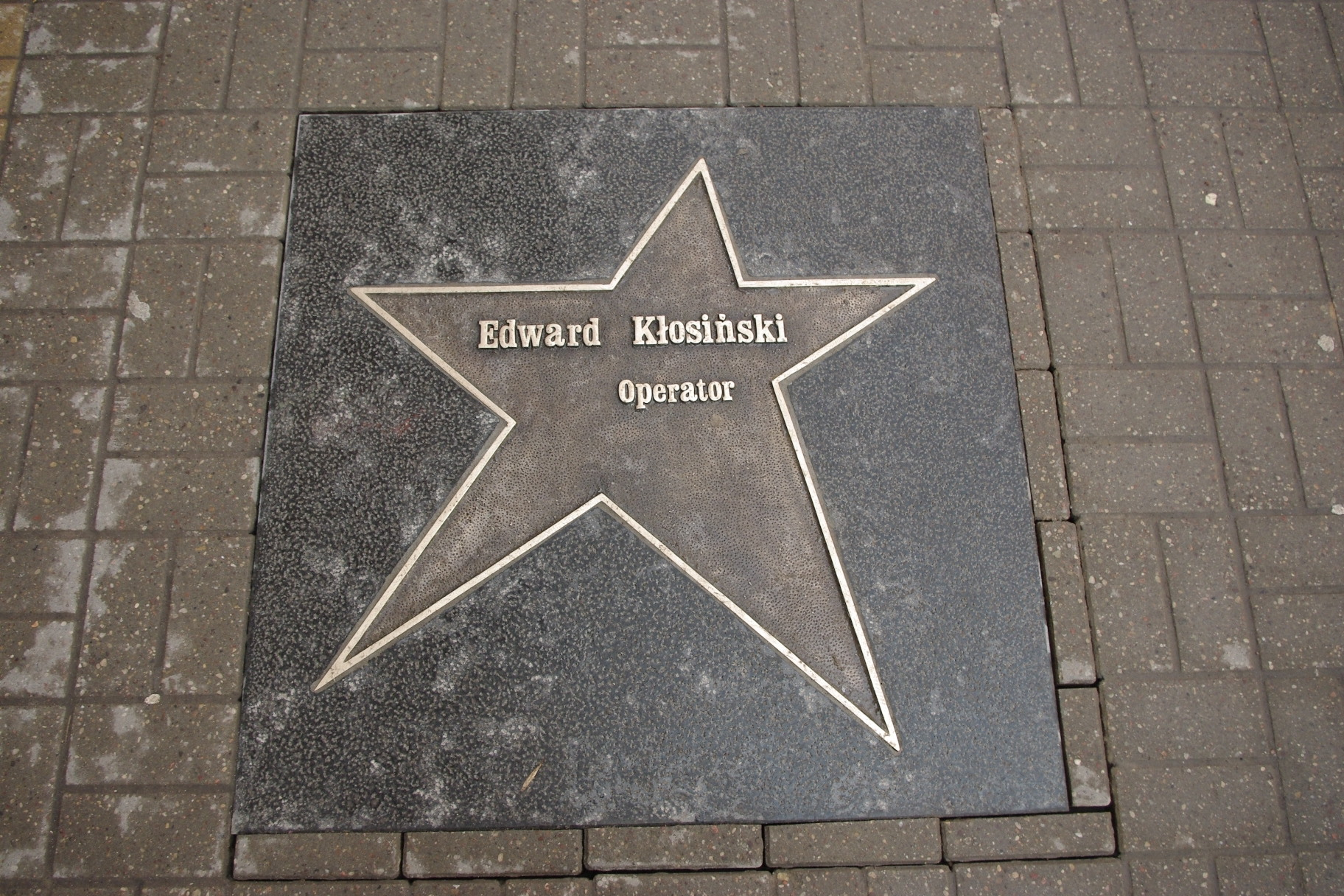
Звезда Клосиньского в Аллее звёзд (Лодзь)

- Иллюминация (1973, Кшиштоф Занусси)
- Земля обетованная (1975, Анджей Вайда)
- Человек из мрамора (1976, А. Вайда)
- Защитные цвета (1977, К. Занусси)
- Спираль (1978, К. Занусси)
- Без наркоза (1978, А. Вайда)
- Барышни из Вилько (1979, А. Вайда)
- Шанс (1979, Феликс Фальк)
- Человек из железа (1981, А. Вайда)
- Хроника любовных происшествий (1986, А. Вайда)
- Ха-ха. Слава героям (1986, Пётр Шулькин)
- Декалог 2 (1989, Кшиштоф Кесьлёвский)
- Шкипер (1990, Петер Кеглевич)
- Жизнь за жизнь — Максимилиан Кольбе (1991, К. Занусси)
- Европа (1991, Ларс фон Триер, премия на Каталонском МКФ в Ситжесе за лучшую операторскую работу)
- Большой Белльхайм (1993, Дитер Ведель)
- Три цвета: белый (1994, Кшиштоф Кесьлёвский)
- Трубка (1996, Кристина Янда)
- Мрачное воскресенье (1999, Рольф Шюбель, кинопремия Баварии за лучшую операторскую работу)
- Жизнь как смертельная болезнь, передающаяся половым путём (2000, К.Занусси)
- Суперпродукция (2002, Юлиуш Махульский)
- Дополнение (2002, К. Занусси)
- Уроженец (2003, Роберт Шиндель, Лукас Штепаник)
- Погода на завтра (2003, Ежи Штур)
- Винчи (2004, Юлиуш Махульский)
- Персона нон грата (2005, Кшиштоф Занусси)
- Каждый из нас — Христос (2006, Марек Котерский)

## Награды
- Офицерский крест ордена Возрождения Польши (2008)[1].
- Золотая медаль «За заслуги в культуре Gloria Artis» (2008)[2].